# X wiek
IX wiek <> XI wiek
Lata 900. • Lata 910. •  Lata 920. • Lata 930. • Lata 940. • Lata 950. • Lata 960. • Lata 970. • Lata 980. • Lata 990.
901 902 903 904 905 906 907 908 909 910 911 912 913 914 915 916 917 918 919 920 921 922 923 924 925 926 927 928 929 930 931 932 933 934 935 936 937 938 939 940 941 942 943 944 945 946 947 948 949 950 951 952 953 954 955 956 957 958 959 960 961 962 963 964 965 966 967 968 969 970 971 972 973 974 975 976 977 978 979 980 981 982 983 984 985 986 987 988 989 990 991 992 993 994 995 996 997 998 999 1000

## Ważne wydarzenia

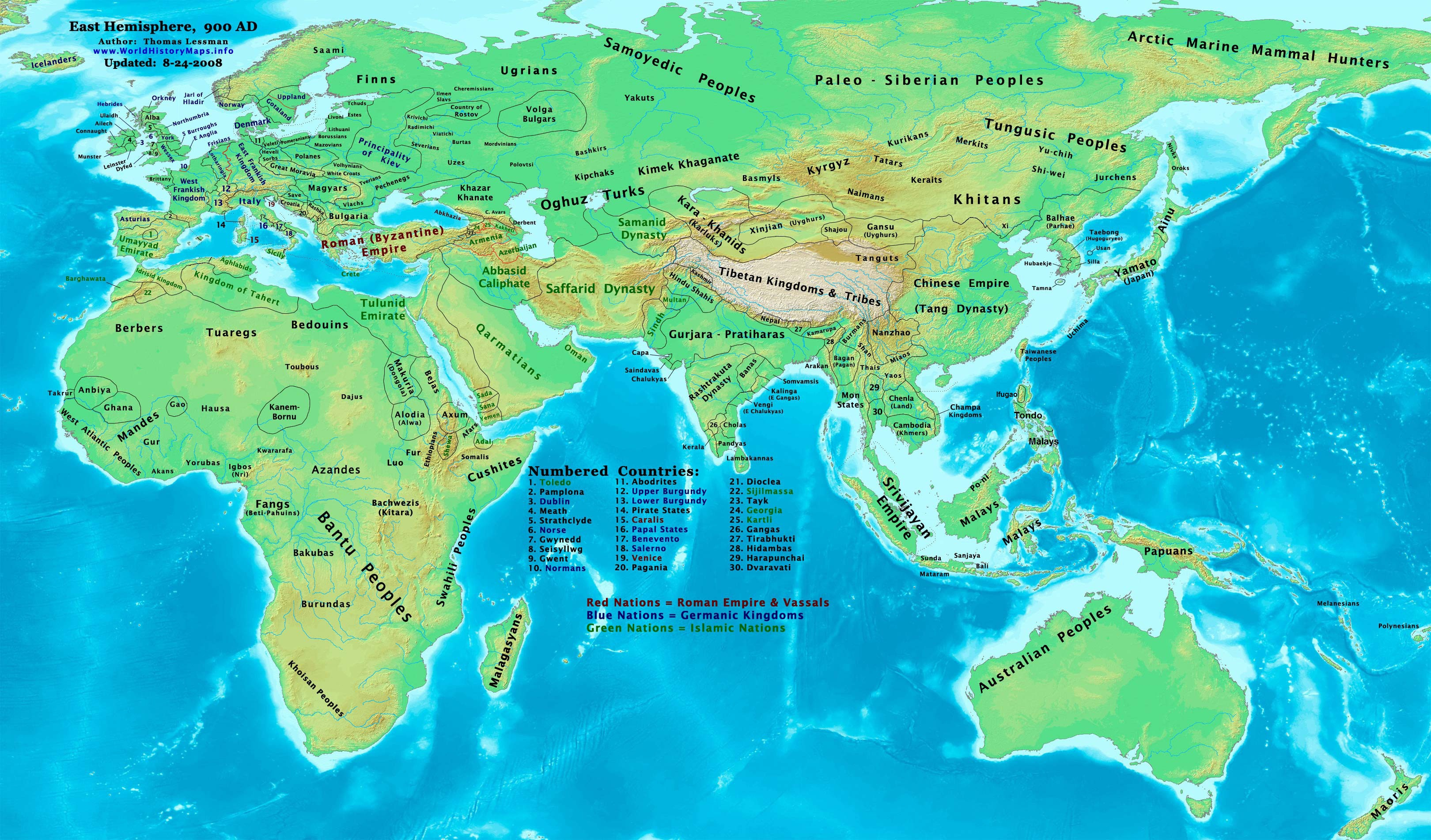
Mapa świata na początku X wieku

- 901 – król Dolnej Burgundii i Włoch został cesarzem jako Ludwik III Ślepy (luty)
- 902 – emir Ibrahim II ibn Ahmad z dynastii Aghlabidów zdobył Taorminę, ostatnią bizantyjską twierdzę na Sycylii (1 sierpnia)
- 903 – urodził się Kūya (japoński mnich buddyjski, prekursor i nauczyciel amidyzmu)
- 904–963 – okres tzw. pornokracji (rządów nierządnic) w Kościele Rzymskim
- 905 – Hugo z Arles został regentem Dolnej Burgundii
- 906 – najazd Węgrów spowodował upadek Państwa wielkomorawskiego
- 907 – upadek chińskiego cesarstwa Tang, Chiny uległy rozdrobnieniu na ponad pół wieku (do 960)
- 908 – w Bagdadzie odnotowano opady śniegu
- 909/910 – powstało opactwo św. Piotra i Pawła w Cluny we Francji
- 910 – książę Wilhelm Akwitański założył benedyktyńskie opactwo w Cluny
- 911
  - w Niemczech wygasła dynastia Karolingów, królem niemieckim został Konrad Frankoński
  - w północnofrancuskiej Normandii osiedlali się wikingowie, tworząc własne księstwo
- 912 –
- 913 –
- po 914 – bułgarski car Symeon I powiększył terytorium Bułgarii o część terenu Nikopolis i cały teren Dyrrachion
- 915 –
- 916 –
- 917 –
- 918 – Wang Kong opanował zach. część płw. koreańskiego i założył dynastię Koryo ze stolicą w Songdo
- 919 –
- 920 –
- 921 –
- 922 –
- 923 –
- 924 –
- 925 –
- 926 –
- 927 –
- 928 –
- 929 – książę Wacław I Święty uznał zwierzchnictwo Henryka Ptasznika
- 930 – w Islandii ustanowiono Althing (zgromadzenie ogólne)
- 931 – pierwsza szkoła medyczna w Bagdadzie
- 932 –
- 933 – Henryk I Ptasznik (pierwszy król dynastii saskiej) zadał w pobliżu Merseburga klęskę Madziarom
- 934 –
- 935 – Wang Kong opanował Silla i jako Thedzo został królem koreańskiego państwa Koryo
- 936 –
- 937 –
- 938 –
- 939 –
- 940 – wszystkie plemiona słowiańskie między Łabą a Odrą uznały zwierzchność Ottona I
- 941 –
- 942 –
- 943 –
- 944 –
- 945 –
- 946 –
- 947 –
- 948 –
- 949 –
- 950 – książę Bolesław I uznał zwierzchnictwo Ottona I (zmuszony był płacić Ottonowi daninę)
- 951 – król niemiecki Otton I zdobył miasto Pawia, zwyciężył książąt północnowłoskich (początek wpływów niemieckich w pn. Italii)
- 952 –
- 953 –
- 954 –
- 955 – bitwa nad rzeką Lech koło Augsburga. Król niemiecki Otton I zadał ostateczny cios najeżdżającym go plemionom węgierskim, tzw. Madziarom (sierpień)
- 956 –
- 957 – wybór na papieża 18-letniego Jana XII
- 958 –
- 959 –
- 960 –
- 961 – Otton I ponownie wyruszył do Italii, umocnił pozycję papieża Jana XII i koronował się na króla Italii
- 962 – Otton I Wielki został cesarzem rzymskim. Początek Świętego Cesarstwa Rzymskiego jako kontynuacji Imperium Karolińskiego (2 lutego)
- 963 – w Grecji powstał klasztor na górze Athos
- 964 – 27-letni papież Jan XII umarł, prawdopodobnie na zawał serca
- 965 –
- 966 – Chrzest Polski (14 kwietnia)
- 967 –
- 968 –
- 969 –
- 970 – wiking Ari Marsson dopłynął z Islandii do Grenlandii
- 971 –
- 972 – bitwa pod Cedynią
- 973 – utworzenie biskupstwa w Pradze
- 974 –
- 975 – pierwsi wikingowie zimowali na wsch. wybrzeżu Grenlandii
- 976 –
- 977 –
- 978 – pierwszy szpital z wydziałem medycznym (24 lekarzy szpitala w Bagdadzie)
- 979 –
- 980 – narodziny Avicenny, arabskiego lekarza i filozofa
- 981 – Islandię odwiedził pierwszy misjonarz chrześcijański
- 982–983 – wiking Eryk Rudy zbadał zach. wybrzeże Grenlandii, przepłynął Cieśninę Davisa i zbadał płw. Cumberland na Ziemi Baffina
- 983
  - pierwsza śluza na kanale (Wielki Kanał, okolice Huaiyin)
  - Słowianie połabscy zorganizowali wielkie powstanie przeciwko Niemcom
- 984 –
- 985 – Eryk Rudy rozpoczął kolonizację Grenlandii (14 statków przybyło z Islandii)
- 986 –
- 987 – Hugo Kapet królem Francji; początek dynastii Kapetyngów
- 988 – Chrzest Rusi za Włodzimierza Wielkiego w obrządku wschodnim
- 989 –
- 990 – zwycięstwo Mieszka I w wojnie polsko-czeskiej i zagarnięcie Śląska
- 991 – spisanie Dagome Iudex - powierzenie przez Mieszka I państwa polskiego pod opiekę papieża
- 992 – śmierć Mieszka I
- 993 –
- 994 –
- 995 –
- 996 – papież Grzegorz V koronował w Rzymie Ottona III na cesarza rzymskiego
- 997 – męczeńska śmierć biskupa Wojciecha podczas misji ewangelizacyjnej w kraju Prusów
- 998 – Odylon z Cluny zapoczątkował obchody Zaduszek
- 999 – Islandia przeszła na chrześcijaństwo
- 1000
  - Otton III udał się do Polski na zjazd gnieźnieński
  - decyzja Zgromadzenia Ludowego Islandii (Althingu) o dobrowolnym przyjęciu chrześcijaństwa (obawa przed narzuceniem go siłą)

## Ważne wydarzenia w historii Polski
- 901–950 – Kraków przeszedł pod panowanie czeskie
- 965 – Mieszko I zawarł związek małżeński z księżniczką czeską Dobrawą
- 966 (prawdopodobnie 14 kwietnia) – Mieszko I przyjął chrzest katolicki, a Polska została ochrzczona
- 968 – w Poznaniu powstało pierwsze w Polsce biskupstwo misyjne
- 972 – bitwa pod Cedynią
- 992 – śmierć Mieszka I